# Петен, Филипп
Анри́ Фили́пп Бенони́ Оме́р Жозе́ф Пете́н (фр. Henri Philippe Benoni Omer Joseph Pétain ([filip petɛ̃]), более известный как Фили́пп Пете́н, устар. Петэ́н; 24 апреля 1856, Коши-а-ля-Тур, Па-де-Кале, Французская империя — 23 июля 1951, Порт-Жуанвиль, Вандея, Французская Республика) — французский военный и государственный деятель. В Первой мировой войне командовал войсками, прославился в битве при Вердене. В 1917 году был главнокомандующим французской армии, с 1918 года — маршал Франции. В 1925—1926 годы командовал франко-испанскими войсками в Рифской войне. В 1934 году был военным министром, в 1939—1940 годах — послом в Испании.
В 1940 году во время начавшейся войны с Германией был назначен премьер-министром, после падения Франции приобрёл диктаторские полномочия и до 1944 года возглавлял коллаборационистское правительство, известное как режим Виши. После окончания Второй мировой войны был осуждён за государственную измену и военные преступления. Первоначально Петен был приговорён к смертной казни, однако в силу его пожилого возраста и заслуг во время Первой мировой войны приговор был заменён на пожизненное заключение.

## До Первой мировой войны

### Ранние годы
Филипп Петен родился 24 апреля 1856 года в деревне Коши-а-ля-Тур, расположенной в департаменте Па-де-Кале на севере Франции. Родители Филиппа были крестьянами: мать — Клотильда Петен (в девичестве — Легран), отец — Омер-Венан Петен. Предки Филиппа поселились в Коши-а-ля-Туре в XVIII веке, а сама фамилия Петен, как считается, имеет фламандские корни.
У Филиппа было три старших сестры, рождение первого мальчика в семье обрадовало отца. Когда Петену было полтора года, его мать умерла при родах, и вскоре отец женился второй раз — от этого брака родилось ещё трое детей. Вероятно, из-за недостатка внимания он заговорил лишь в три года.
Чтению и письму Филиппа научила его бабушка, а его воспитанием и образованием, в основном, занимался его дядя — аббат Легран. В частности, он на всю жизнь привил Филиппу католическую веру. В 11 лет дядя отправил Филиппа в иезуитский колледж, расположенный в Сент-Омере. Когда Филиппу было 14 лет, Франция потерпела поражение во Франко-прусской войне, и тогда он окончательно решил стать военным.

### Обучение и военная служба

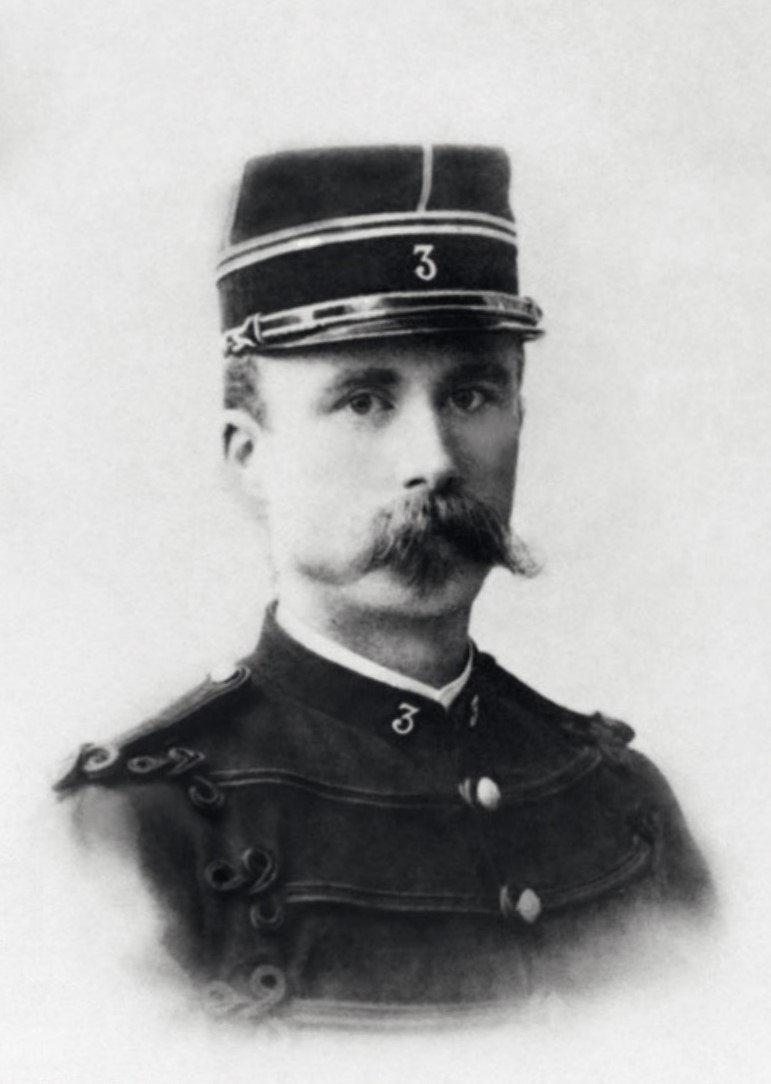
Петен в звании лейтенанта (1880-е годы)

Благодаря дяде в 20 лет Петен поступил в военную академию Сен-Сир. За два года обучения он не проявлял особых успехов, выпустился в 1878 году и в звании младшего лейтенанта начал службу в 24-м пехотном батальоне, но в дальнейшем сменил множество мест службы. Именно в академии Петен на всю жизнь проникся консервативными взглядами, которые в то время доминировали в армии, а также уважением к тогдашнему президенту — маршалу Патрису де Мак-Магону.
В 1888 году он выпустился из Высшей военной школы (École Supérieure de Guerre) в Париже. Тем не менее, продвижение Петена по службе было довольно медленным: в звании младшего лейтенанта он был пять лет, лейтенанта — семь, а капитаном он был десять лет. Полковником стал только к 55 годам. Вероятно, это связано с тем, что он был приверженцем оборонительной тактики и переходил в наступление только при значительном превосходстве в огневой мощи, в то время как большая часть командования предпочитала активную наступательную тактику. Его описывали как хладнокровного и компетентного офицера. В 1901—1911 годах он преподавал на кафедре боевой тактики пехоты в Высшей военной школе, где в прошлом учился сам.

## Первая мировая война

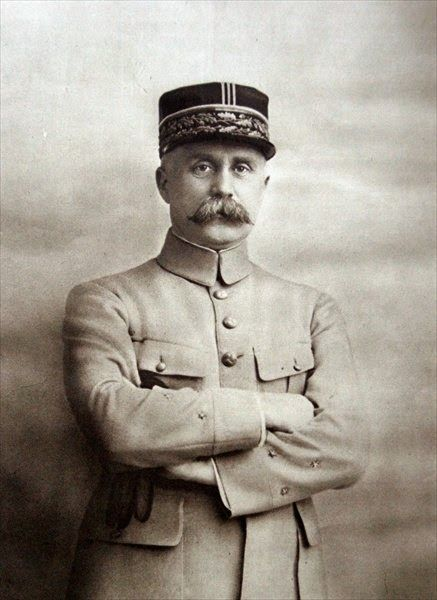
Генерал Петен в 1914

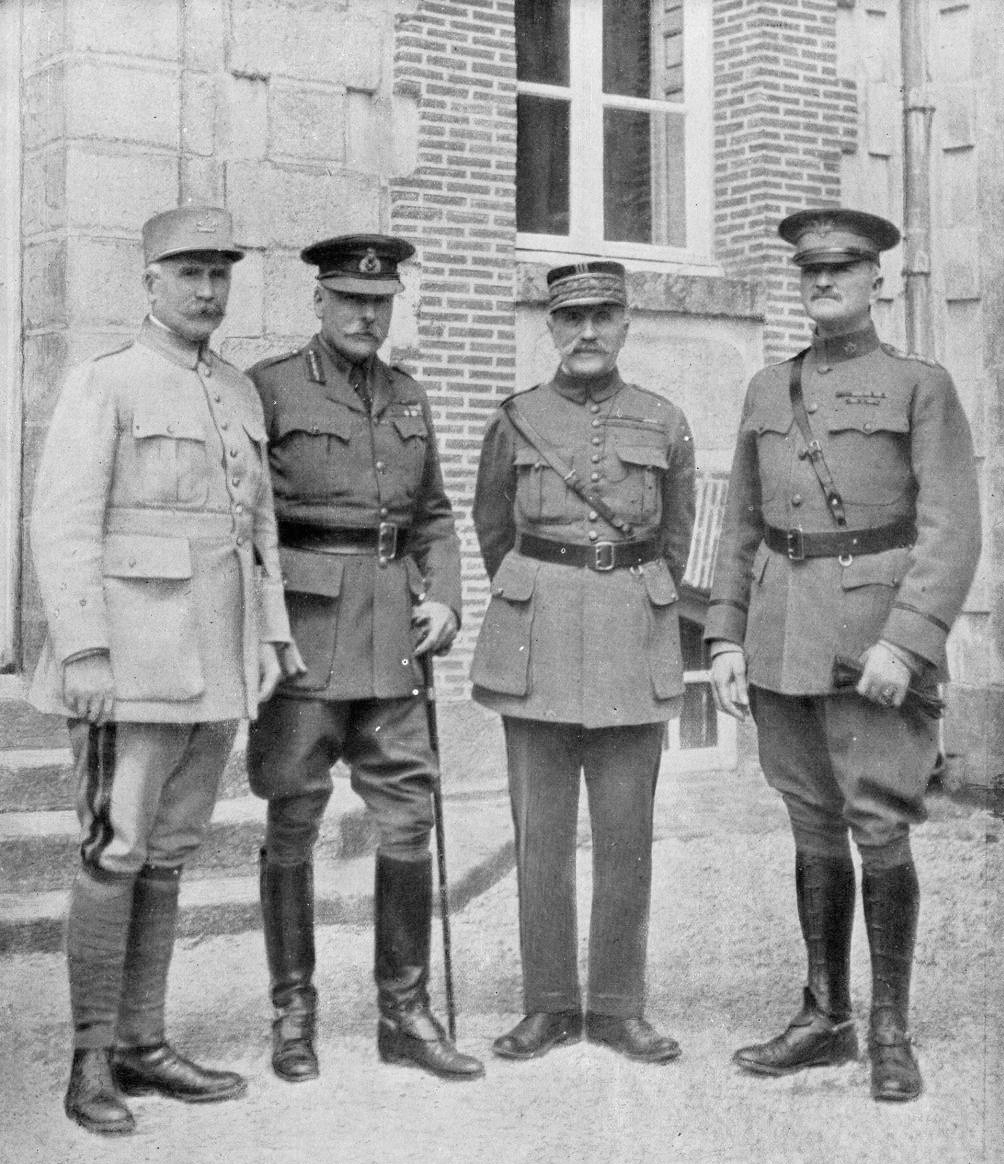
Слева направо: Петен, Хейг, Фош и Першинг. 1918 год

### Начало войны
В 1914 году 58-летний Петен уже задумывался об отставке и выходе на пенсию. Однако 28 июля началась Первая мировая война, и на тот момент Петен был командиром 33-го пехотного полка. Уже в августе Петен проявил себя: под Шарлеруа он вывел из-под угрозы окружения подчинённый ему полк, за что был произведён в бригадные генералы и награждён офицерской степенью ордена Почётного легиона.
После этого Петен командовал 4-й пехотной бригадой, которая сражалась в составе 5-й армии в Бельгии. В этой бригаде служил младший лейтенант Шарль де Голль. 1 сентября Петена назначили командовать 6-й пехотной дивизией, а после победы в битве на Марне произвели в дивизионные генералы. С 25 октября Петен командовал 33-м армейским корпусом и отличился в битве при Артуа, за что получил командорский крест Почётного легиона. С 20 или 21 июня 1915 года Петен командовал 2-й армией.

### Верденская битва
В феврале 1916 года началась Верденская битва. Положение выглядело безнадёжным для Франции, однако Петен сумел организовать оборону и логистику, и поддерживать на высоте боевой дух войск. В марте стало понятно, что план Германии прорвать фронт и переломить ход войны провалился, 18 апреля по указу Николая II Петен был награждён орденом святого Георгия IV степени. 1 мая он передал командование Роберу Нивелю, так как сам стал во главе группы армий Центра. Несмотря на то, что Верденская битва продолжалась до декабря, она принесла генералу славу и популярность, а также прозвище «Верденский лев» (или «Лев Вердена»). В дальнейшем он написал мемуары, посвящённые Верденской битве.

### Конец войны
В апреле 1917 года Петен был назначен начальником генштаба, а 17 мая стал главнокомандующим армий Севера и Северо-Востока. Он сменил на этом посту Нивеля, который организовал неудачное наступление в апреле-мае, в результате чего боевой дух армии был низок и в ней вспыхивали мятежи, вызванные усталостью от войны, постоянными безуспешными наступлениями и плохими условиями службы. Петен, видя это, на некоторое время отказался от наступательных действий.
Вместо этого Петен занялся повышением боевого духа войск: он уделял время личному общению с подчинёнными и улучшению условий жизни солдат на фронте. Также он смог восстановить дисциплину в войсках с минимальным количеством жертв. Несмотря на то, что старший офицерский состав предлагал жёсткое подавление любых мятежей, по решениям военно-полевых судов было казнено лишь 43 или 57 человек и некоторые из них были осуждены за другие преступления. После того, как мятежи прекратились, Петен провёл два осторожных наступления — под Верденом в августе и у Мальмезона в октябре, которые увенчались успехом благодаря тщательной подготовке. Тем не менее многие считали, что без активной наступательной стратегии победы достигнуть будет трудно, и многие генералы, в частности, Фердинанд Фош, критиковали Петена за пессимизм и излишнюю осторожность. С американским генералом Джоном Першингом у Петена, напротив, сложились хорошие отношения.
В марте 1918 года, когда Германия начала Весеннее наступление, Петен быстро перегруппировал армии и смог стабилизировать фронт в 60 км от первоначального положения. Однако линия фронта оказалась всего в 70 км от Парижа, и Петен посоветовал эвакуировать правительственные органы в Бордо. Премьер-министр Франции Жорж Клемансо решил, что Петен не способен защитить Париж, и в апреле 1918 года назначил на пост главнокомандующего Фоша. Несмотря на это, Петен, возглавлявший все армии, продолжал играть значительную роль в военных кампаниях до Компьенского перемирия, заключённого 11 ноября. Уже 19 (по другим данным, 21) ноября он принял участие в военном параде в Меце и был удостоен звания маршала Франции.

## Между войнами

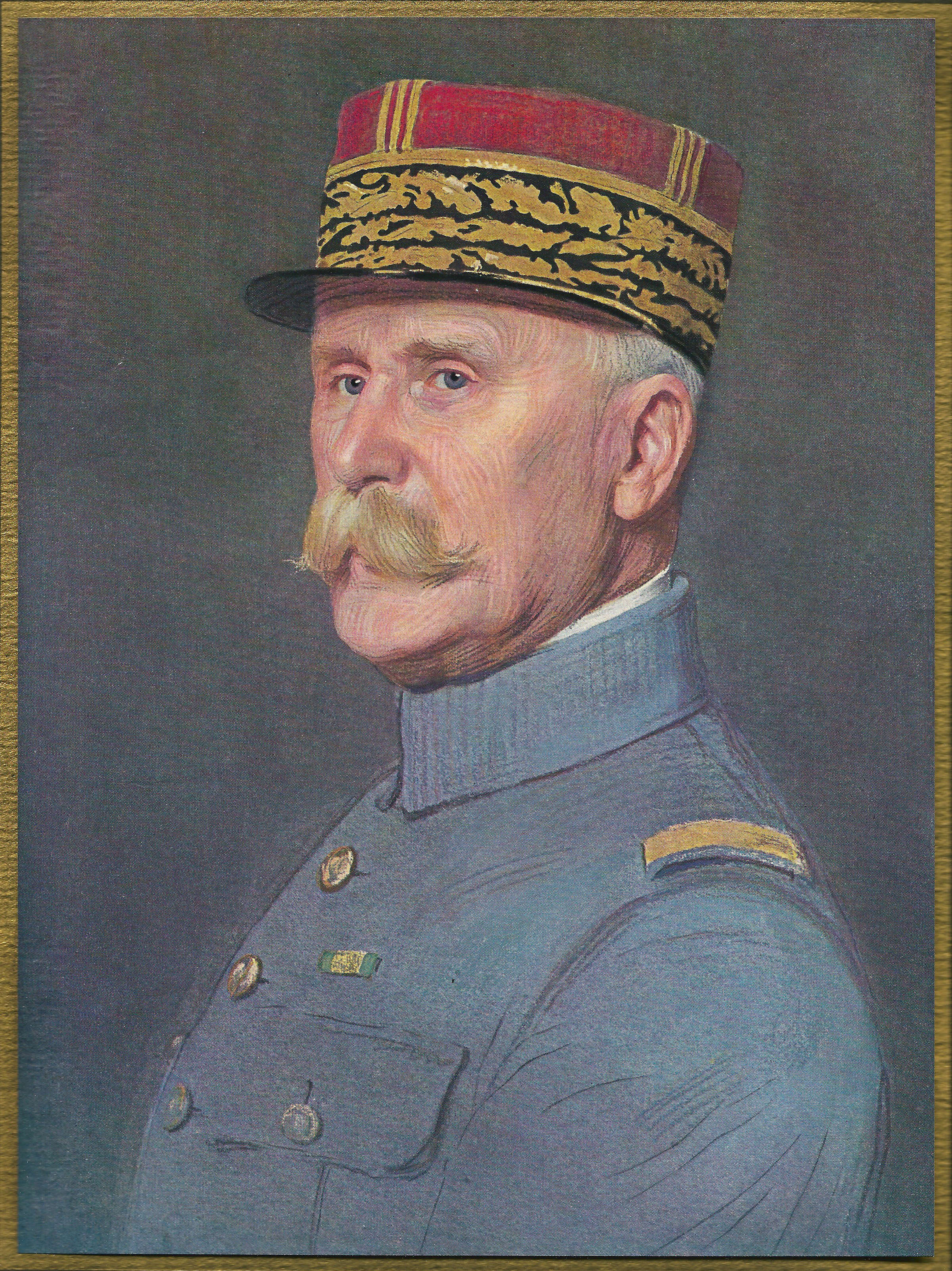
Маршал Петен в 1926 году

После окончания Первой мировой войны Петен был одним из самых популярных командующих наряду с Фошем и имел значительное влияние на армию.
С наступлением мира военные расходы сильно сократились, причём не только из-за окончания войны, но также из-за начавшейся экономической рецессии. Петен выступал за производство и активное использование танков и самолётов в будущих войнах, но в 1920 году стало понятно, что Франция в таких условиях не сможет позволить их в большом количестве.
Кроме того на Парижской конференции французская делегация не добилась независимого государства на территории Рейнской области. По результатам Версальского договора та лишь временно оккупировалась войсками Антанты и не могла служить буферной зоной между Францией и Германией. Так как Франция не хотела вести боевые действия на своей территории, как это было в годы Первой мировой войны, в 1922 году было принято решение о постройке оборонительных сооружений на границе с Германией.
В 1922 году Петен был назначен генерал-инспектором армии, то есть, под его контролем были все военные приготовления Франции. В 1924 году Петен в соавторстве с начальником генерального штаба Франции опубликовал военные руководства для французской армии, которые были одобрены Верховным военным советом. В них делался сильный акцент на оборонительную стратегию, танкам отводилась роль поддержки пехоты, а самолёты предлагалось использовать в первую очередь для разведки.
В 1929 году умер член Высшего военного совета Фош, и Петен был избран на его место во Французскую академию.

### Рифская война
Восстание берберских племён против испанской власти в Марокко, известное как Рифская война, началось в 1921 году и практически с самого начала складывалось не в пользу Испании. Франция, контролировавшая южную часть Марокко, вмешалась в войну, чтобы не допустить восстания на своей территории. Первоначально французскими силами командовал Юбер Лиоте, но после некоторых неудач в 1925 году его сменил Петен, руководивший войсками до момента завершения войны в 1926 году победой Франции и Испании. В это время сложились дружеские отношения Петена и Мигеля Примо де Риверы, который установил в 1923 году диктатуру и командовал в Рифской войне испанскими войсками. Де Ривера уважал Петена за его военные навыки, а Петен, в свою очередь, был сторонником режима, который тот установил в Испании.

### Разработка линии Мажино

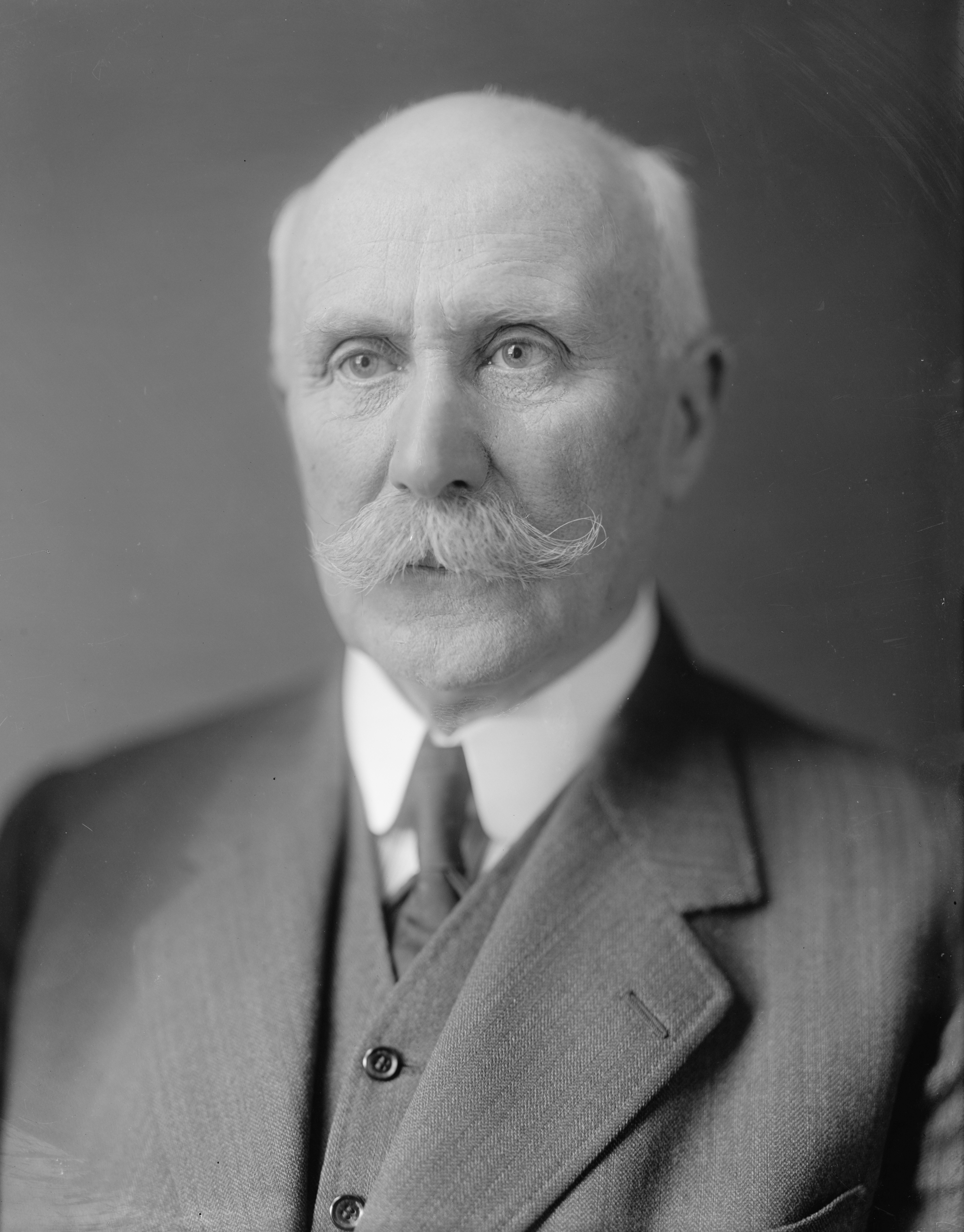
Петен в 1930 году

C 1928 года Петен принимал участие в разработке плана линии Мажино. Некоторые детали этого проекта вызывали споры, например, необходимость строить укрепления на границе с Бельгией: с одной стороны, Германия могла напасть на Бельгию и атаковать Францию уже оттуда, а с другой — постройка укреплений означала бы для Бельгии, что Франция не собирается её защищать в случае нападения Германии. Петен предложил альтернативный вариант: выдать Бельгии заём на постройку укреплений на германо-бельгийской границе. Но из-за проблем с финансами в 1934 году от этого плана отказались. Кроме того, Петен выступал против строительства укреплений в Арденнах, полагая, что из-за рельефа наступление в той местности маловероятно.

### Дальнейшее руководство армией
В 1932 году во Франции начался экономический кризис, а правительство сформировало умеренно-левую коалицию. Это привело к тому, что финансирование армии было значительно урезано, а в 1932 и 1933 годах военные манёвры были отменены. Петен добивался увеличения расходов на оборону, и в 1934 году правительство согласилось провести манёвры. По результатам манёвров Петен отметил некомпетентность офицеров и солдат.
Петен считал необходимым увеличить срок службы в армии до двух лет и в 1935 году опубликовал в журнале Revue des Deux Mondes статью, обосновывающую такую идею. Он утверждал, что Германия перевооружается в нарушение условий Версальского договора, поэтому, чтобы противостоять наступлению с использованием танковых сил и авиации, нужна достаточно крупная регулярная армия. В самом деле, буквально через пять дней после публикации статьи Адольф Гитлер заявил, что у Германии имеются воссозданные военно-воздушные силы, а ещё через неделю — о том, что в немецкой армии служит около 550 тысяч человек, в то время как Версальский договор ограничивал её численность 100 тысячами. В конце концов, в том же году срок службы в армии во Франции был увеличен до двух лет.

### Политическая деятельность

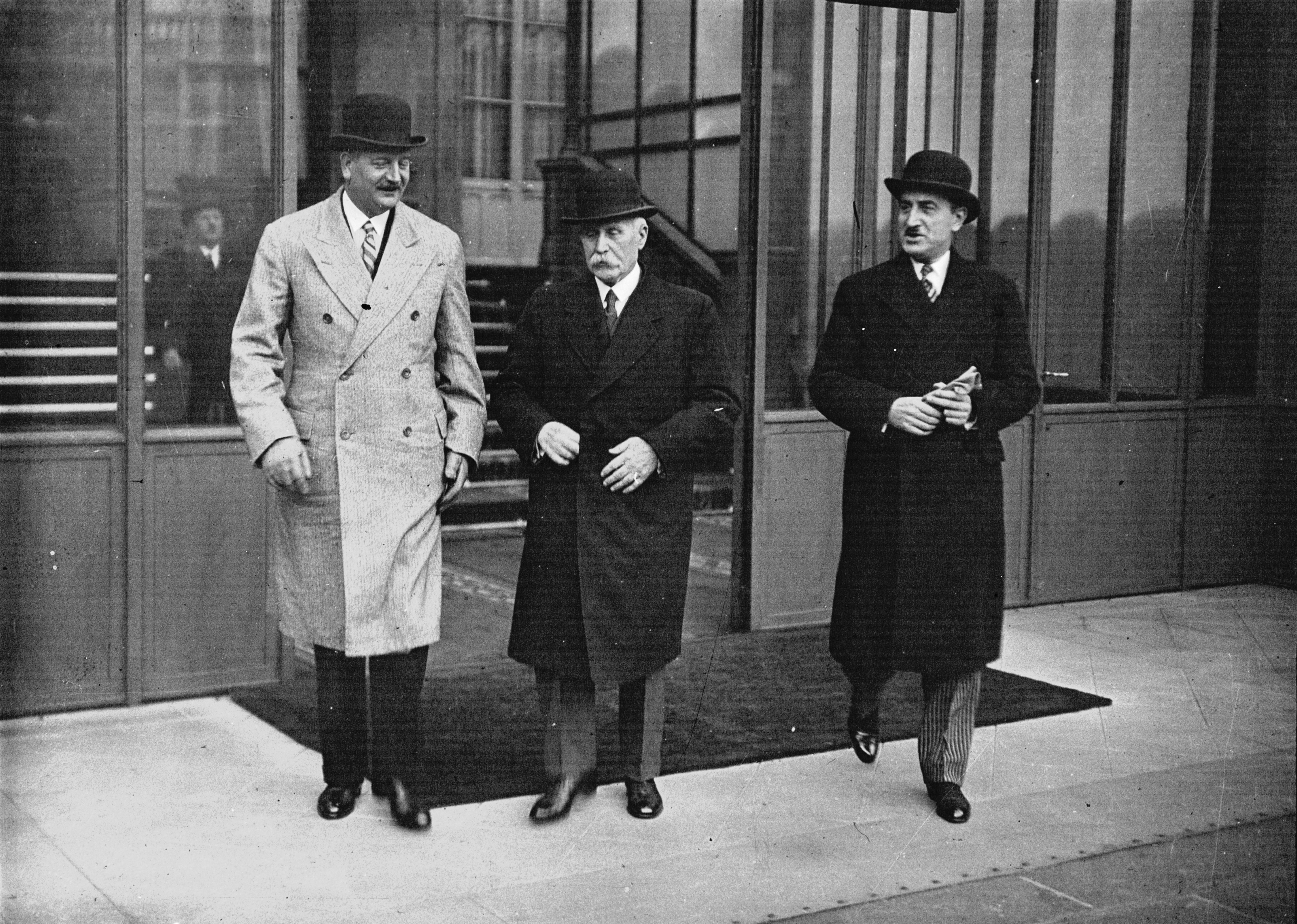
Слева направо: Фланден, Петен, Марке. 1934 год

Политическая ситуация во Франции в 1930-е годы была очень нестабильна и некоторые правые политики считали, что Франции нужен человек, способный вести её в трудные времена. В 1934 году популярное среди правых издание Le Petit Journal начало писать о Петене как о кандидате на роль диктатора, а в 1935 в прессе распространился лозунг «Нам нужен Петен!» (фр. Ç'est Pétain qu'il nous faut!). Впрочем, Петен не участвовал в политике напрямую и отвергал для себя идею государственного переворота, хотя и симпатизировал правым организациям, в частности, Огненным крестам. Также после победы Народного фронта на выборах 1936 года Петен открыто критиковал его.

### Посольство в Испании
С марта 1939 года Петен был послом в Испании, где практически закончилась гражданская война и установился режим Франсиско Франко. Перед Петеном стояло несколько задач, главной из которых было удержать Испанию в нейтральном статусе в случае возможного конфликта Франции с Германией и Италией. За это время у Франко с Петеном сложились дружеские отношения и позднее, руководя Францией, Петен отчасти ориентировался на режим в Испании.

## Вторая мировая война

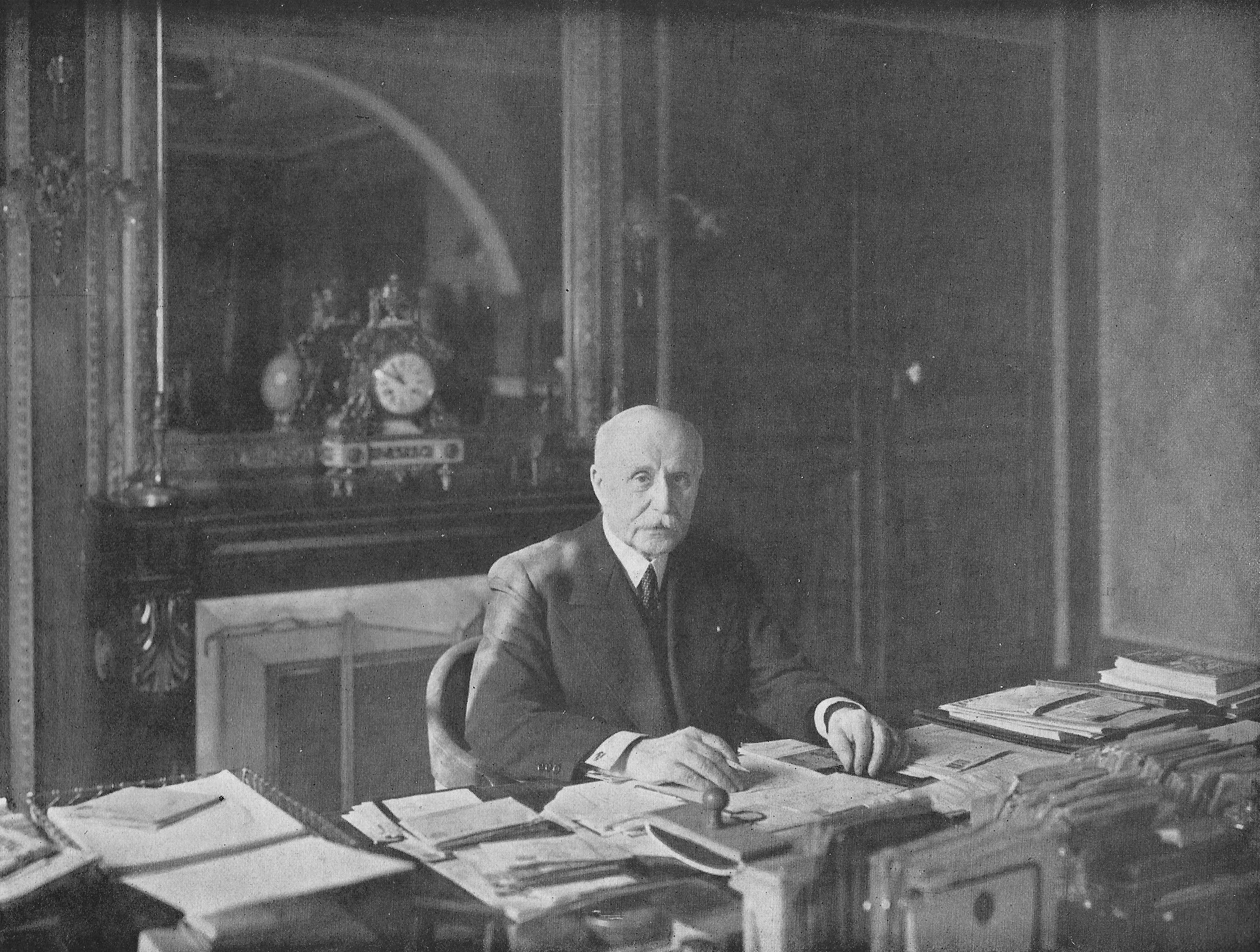
Заместитель премьер-министра Петен. 25 мая 1940

### Начало войны
1 сентября 1939 года Германия напала на Польшу, что привело к началу Второй мировой войны. Франция и Великобритания, гарантировавшие независимость Польши, 3 сентября объявили войну Германии. Петен же считал, что даже гарантии — не повод для объявления войны. В сентябре 1939 года Эдуар Даладье, а в марте 1940 года — Поль Рейно, вызывали его в Париж и предлагали ему войти в состав правительства, чтобы использовать его образ победителя в Верденской битве и сплотить страну. Однако Петен отказывался — в частности, из-за неодобрения войны с Германией.
29 апреля Рейно снова вызвал Петена в Париж и предложил ему пост заместителя премьер-министра. Петен согласился с условием, что ему дадут на некоторое время вернуться в Испанию, куда он и отправился 9 мая. До того времени шла так называемая «странная война», когда столкновений на суше практически не было, но 10 мая Германия атаковала Бельгию и Нидерланды, а 13 мая начала наступление в Арденнах. 16 мая Петена вызвали из Мадрида, и хотя Франко не советовал ему возвращаться во Францию, Петен решил, что должен принять на себя ответственность за страну.
18 мая Петен уже был в Париже, его возвращение было положительно воспринято обществом и прессой. Он следил за положением на фронте и к 25 мая сделал вывод, что французская армия не сможет противостоять немецкой. Петен считал, что Франции не следует сражаться насмерть и нужно сохранить силы для возможности поддержания порядка в стране, тем более, ходили слухи о том, что в Париже готовится коммунистическое восстание. В военных неудачах Петен обвинял предыдущие правительства и Великобританию, которая, как утверждал Петен, плохо выполняла союзные обязательства.
28 мая Петен встретился с главнокомандующим Максимом Вейганом. Несмотря на плохие личные отношения, они сходились в том, что нужно, по крайней мере, готовиться к перемирию с Германией: Вейган пытался сохранить линию фронта, на тот момент находящуюся между Эной и Соммой, и предупреждал, что если этот фронт не устоит, то битва за Францию будет проиграна. В тот же день Вейган написал об этом Рейно.
Ситуация на фронте продолжала ухудшаться: 3 июня произошла бомбардировка Парижа, 5 июня пал Дюнкерк, а 6 июня фронт на Сомме был прорван. Тем не менее Рейно намеревался продолжать войну. В беседе с Уинстоном Черчиллем Рейно заявил: «мы не сложим оружия, если его не сложите вы». Кроме того, он также назначил в кабинет министров Шарля де Голля — сторонника продолжения боевых действий.
13 июня Петен потребовал немедленно заключить перемирие. 14 июня 1940 года без боя был взят Париж, и правительство Рейно, уже переехавшее в Бордо к тому моменту, подало в отставку. 16 июня было сформировано правительство во главе с Петеном, который приказал немедленно начать переговоры о мире. Далеко не все в правительстве поддержали такой курс: среди его противников был де Голль, который отправился в Лондон и 18 июня по радио призвал французов продолжать войну под его руководством. Также 20 июня Петен запретил членам правительства покидать страну, но уже на следующий день 27 парламентариев отправились в Марокко с намерением продолжать борьбу.
22 июня было подписано Второе компьенское перемирие, окончившее Французскую кампанию стран Оси. 25 июня условия перемирия вступили в силу. В частности, Германия оккупировала северную и западную части страны, вместе с этим налагались и другие ограничения. В результате правительственные органы переехали в курортный город Виши.

### Установление режима Виши

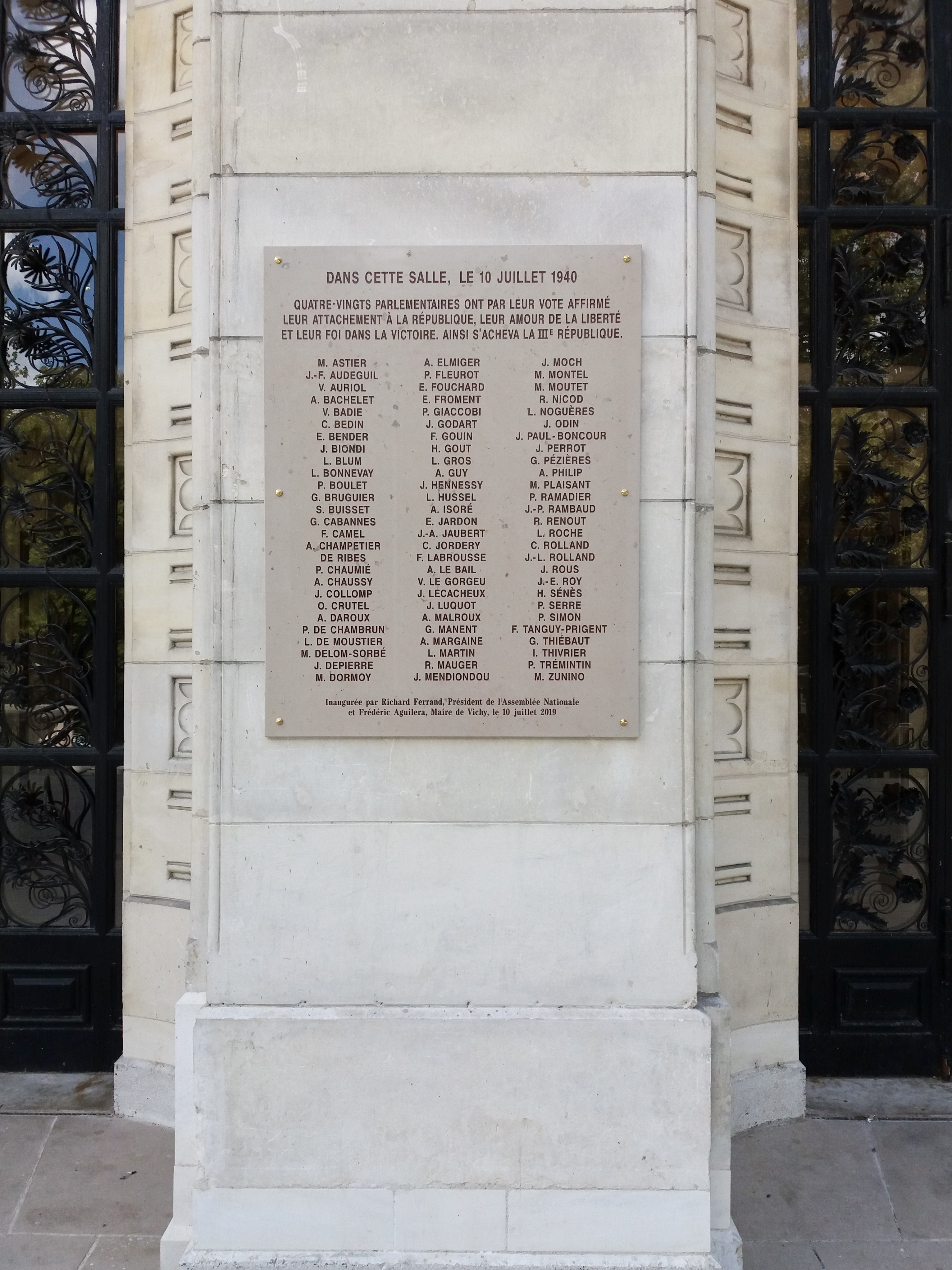
Мемориальная доска в память о 80 парламентариях, проголосовавших против конституционного закона

25 июня 1940 года Петен обратился к французскому народу по радио. В обращении он заявил, что в поражении виноваты предыдущие демократические правительства и что Франции необходим новый порядок:
Наше поражение стало результатом нашей распущенности. Состояние вседозволенности разрушило все, что было создано духом жертвенности. Поэтому я призываю вас в первую очередь к интеллектуальному и моральному возрождению.Филипп Петен
1 июля тогдашний президент Франции Альбер Лебрен дал согласие на созыв внеочередного заседания парламента, которое состоялось 9 июля — на нём депутаты проголосовали за предложение изменить конституцию 1875 года. 10 июля прошло голосование за конституционный закон, который наделял Петена диктаторскими полномочиями — было отдано 569 голосов «за», 80 голосов «против» и 20 «воздержался». Петен приобрёл высшую законодательную, исполнительную и судебную власть; его должность получила название «Глава Французского государства». Этот закон ознаменовал конец Третьей Французской республики и появление Французского государства (фр. Etat Français), более известного как режим Виши, по названию города, который де-факто был столицей. Режим Виши получил признание не только со стороны Германии и Италии, но и со стороны ряда нейтральных стран — в частности США и СССР.
После принятия закона один из его создателей, а в дальнейшем одна из ключевых фигур режима, Пьер Лаваль, отметил:
Знаете ли вы, господин маршал, сколь широки ваши полномочия? Они шире, чем у Людовика XIV, который вынужден был передавать подписанные им эдикты для их утверждения парламентом. Вы же не обязаны этого делать, поскольку нет больше никакого парламента.Пьер Лаваль

### «Национальная революция»

Герб Французского государства

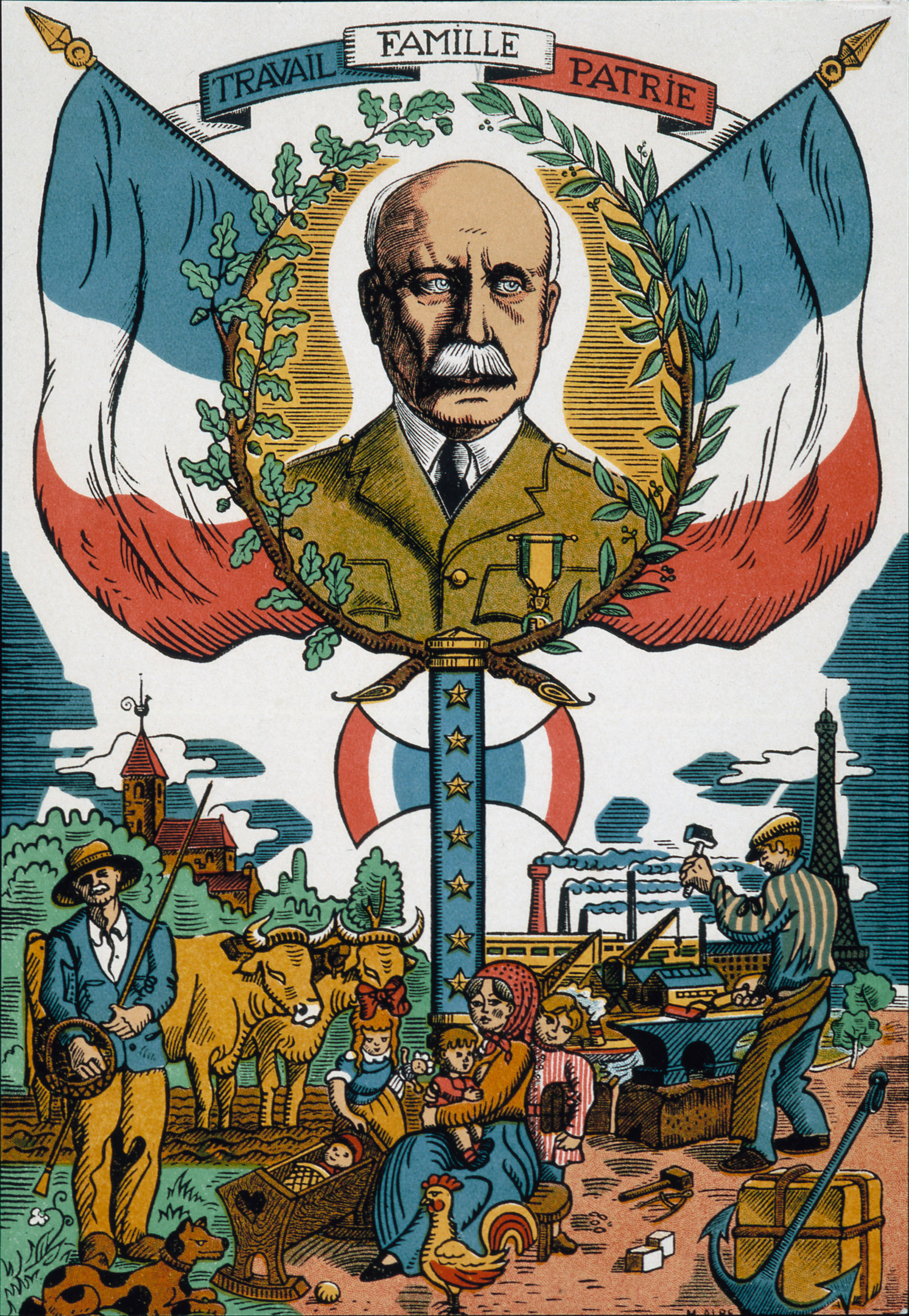
Петен на пропагандистском плакате 1942 года

После обретения единоличной власти, Петен изменил государственную символику, а также ввёл и пересмотрел множество различных законов. Эти меры получили собирательное название «Национальная революция» (фр. Révolution nationale) и были призваны избавиться от наследия Третьей республики, политический строй которой Петен не одобрял и обвинял в поражении страны.
В частности девиз «Свобода, равенство, братство» был заменён на «Семья, труд, отечество» (фр. Travail, Famille, Patrie), гимном де-факто стала песня «Маршал, мы здесь!» (фр. Maréchal, nous voilà!). В июле был пересмотрен закон о натурализации 1927 года, в результате чего гражданства лишились 15 тысяч человек. В августе были запрещены тайные общества, в сентябре был подтверждён запрет коммунистической партии, действовавший с 1939 года, а в октябре был выпущен первый закон, ограничивающий евреев в правах. В дальнейшем отношение к евреям в стране ухудшалось, и хотя репрессии не достигали такого масштаба, как в Германии, крупнейшим проявлением антиеврейской политики стала облава «Вель д’Ив» в июле 1942 года, при которой было арестовано 13 000 евреев, большая часть которых была впоследствии убита. Изменялся и способ передачи власти: выборы отменялись, а преемника назначал сам Петен — таковым был назначен Лаваль, а позже вместо него — адмирал Франсуа Дарлан. Также присутствовал культ личности маршала, однако он был обусловлен в большей степени его личной популярностью, а не принуждением.
Несмотря на то, что Свободная Франция во главе с де Голлем не подчинилась Петену и призывала продолжать борьбу, её популярность была невелика. В частности, де Голль, в отличие от Петена, имел лишь звание офицера и был практически неизвестен ни во Франции, ни в Великобритании. Против де Голля также сыграло нападение британского флота на французский в Мерс-эль-Кебире 3 июля 1940 года, в результате которого погибло 1297 французских моряков. Этот эпизод был воспринят во Франции как предательство англичан и способствовал резкому росту антибританских настроений, и, как следствие, большей готовности к сотрудничеству с Германией. Нападение британского флота на Дакар в сентябре того же года имело схожий эффект.
В дальнейшем сам Петен нередко сравнивал свою роль в режиме Виши с ролью монарха, иногда обращался к народу «дети мои», а сами обращения обычно начинал с фразы «Мы, Филипп Петен». Американский посол Уильям Леги отмечал, что установившийся во Франции режим похож на фашистский режим в Италии, но без экспансионистских устремлений. Тем не менее, считается, что у режима Виши было больше общего с диктатурой Примо де Риверы. Петен отказывался от идеи введения однопартийной системы и имел поддержку католической церкви, что также выделяло его режим среди подобных.

### Политика коллаборационизма

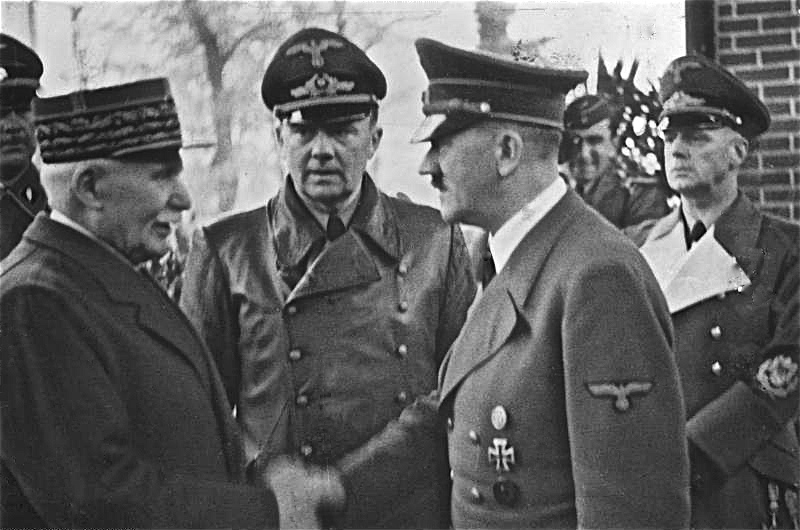
Петен приветствует Гитлера в Монтуаре. 24 октября 1940

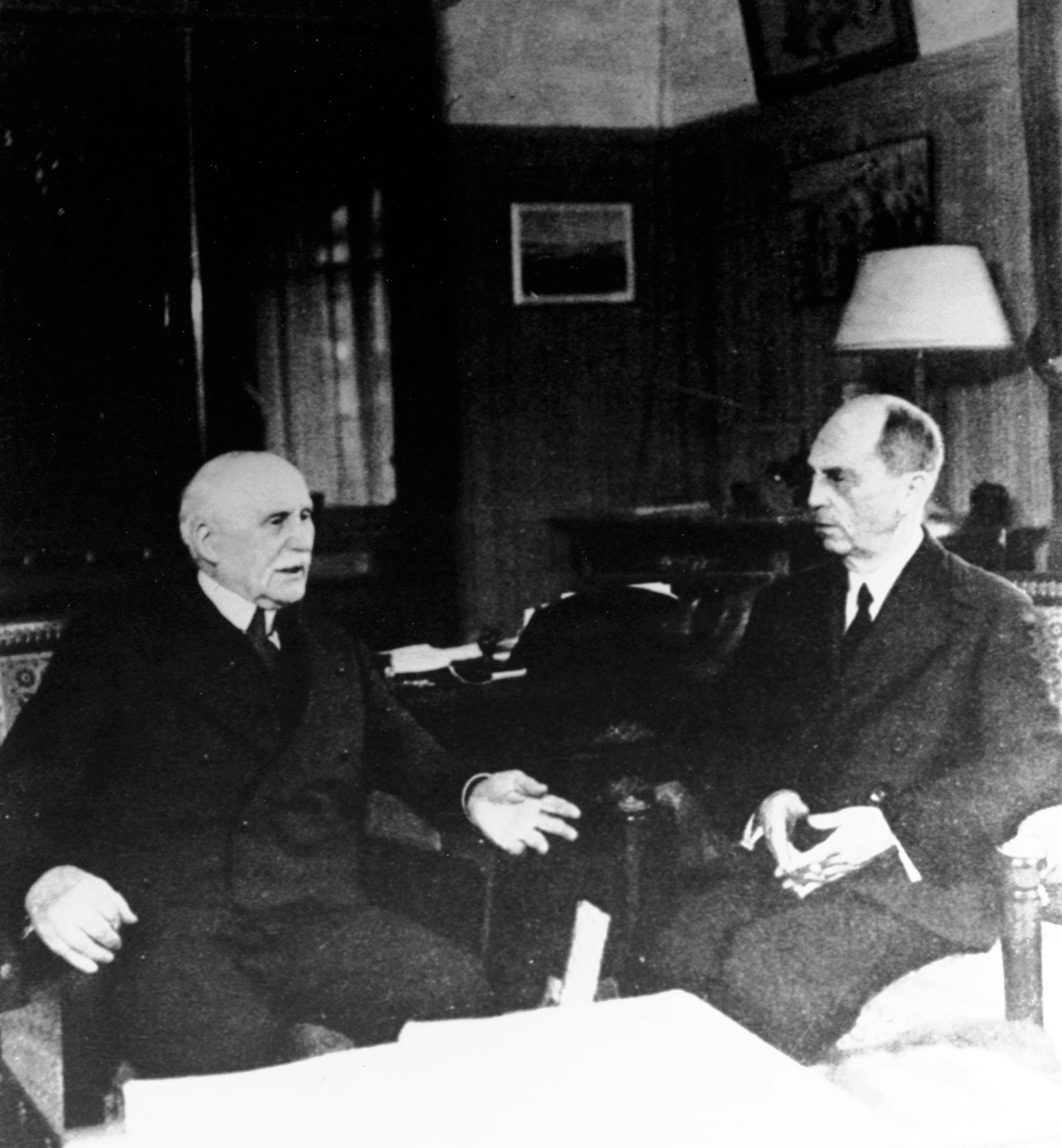
Петен (слева) и американский посол Уильям Леги. 1942 год

24 октября 1940 года Гитлер и Петен встретились в Монтуаре для переговоров. По результатам этой встречи Французское государство, хотя и сохраняло независимость, стало проводить коллаборационистскую политику. Франция обязалась помогать Германии в войне с Англией: в частности, немецким и итальянским войскам предоставлялись базы в колониях. Кроме того вводились антисемитские законы и устанавливалось «экономическое сотрудничество», в реальности совершенно невыгодное для Франции. Наконец, фотография с рукопожатием Гитлера и Петена распространилась во всём мире и использовалась, в частности, в немецкой пропаганде.
С другой стороны, Гитлер в первую очередь желал вовлечь Францию в войну с Великобританией, на что Петен ответил отказом, и уступки, на которые пошёл Петен, возможно, являлись компенсацией за сохранение статуса невоюющей стороны. За два дня до встречи в Монтуаре Франко и Гитлер вели переговоры в Андае по поводу вступления Испании в войну, а учитывая дружеские отношения Франко с Петеном, последний, вероятно, заранее знал цели Гитлера и согласовывал свои действия с Франко. С учётом заведомо неравного положения сторон на переговорах, их результат оказался достаточно благоприятным для Петена.
Также некоторые антисемитские законы вводились по инициативе правительства Виши, а не навязывались Германией. Наконец, в обращении к народу 30 октября Петен заявил, что коллаборационистскую политику он проводит по своей воле и что ко встрече его никто не принуждал:
Эта политика — моя политика. Министры ответственны только передо мною. Меня одного будет судить история.Филипп Петен
В том же радиообращении слово «сотрудничество» (фр. collaboration) впервые прозвучало именно в смысле сотрудничества с врагом, что дало рождение понятию «коллаборационизм».
При этом после переговоров Петен неоднократно отмечал свою неприязнь к Гитлеру. В беседе с одним из генералов Петен так отзывался о фюрере:
Я встретил человека, неприятного мне в общении; он ни разу не взглянул мне в глаза. Это надутый выскочка. Я попытался дать ему понять, что его позиция на грани некорректности. Нам не следует от него ждать ничего хорошего.Филипп Петен
В дальнейшем Петен, хотя и не отказывался от коллаборационистской политики, был противником слишком тесного сотрудничества с Германией и по мере возможности сопротивлялся некоторым её требованиям. За это Петена критиковали наиболее фашистские и прогерманские политики. 13 декабря 1940 года Петен отправил в отставку Лаваля за то, что последний слишком активно сотрудничал с немцами. Новым премьер-министром был назначен Пьер Этьенн Фланден. Смещение Лаваля было негативно воспринято Германией, и в январе 1941 немецкий дипломат Отто Абец потребовал восстановить Лаваля в должности. Однако он смог лишь добиться смещения Фландена 9 февраля, место которого занял Дарлан, что привело к формированию нового правительства.
22 июня 1941 года Германия напала на СССР, началась Великая Отечественная война. С разрешения Петена был сформирован «Антибольшевистский легион», отправленный на войну с СССР под немецким командованием. Тем же летом Петен просил Гитлера вернуть Эльзас-Лотарингию взамен на вступление в войну против СССР, но тот отказался и потребовал дополнительных уступок: например, была введена трудовая повинность как для мужчин, так и для женщин, состоявшая в отправке работников в Германию взамен отправленных на фронт немецких рабочих, которых в общей сложности было отправлено до 350 тысяч.
12 августа, на фоне начавшейся войны, Петен объявил об усилении роли власти в стране. В частности политические партии были распущены, запрещались собрания и митинги, а финансирование полиции увеличивалось вдвое.

### Риомский процесс
Поражение Франции в 1940 году Петен объяснял избранием на выборах 1936 года Народного фронта и его политикой, которая, по мнению Петена, помешала стране подготовиться к войне с Германией. Также он считал виновными некоторых военных деятелей. Петен полагал, что показательный суд над предполагаемыми виновниками поражения Франции должен был повысить легитимность режима. 30 июля 1940 года было анонсировано создание Верховного суда, который располагался в небольшом городе Рьоме — по его названию будущий процесс и получил впоследствии известность. Суд должен был расследовать происходящее с марта 1936 года до 3 сентября 1939. Пятеро обвиняемых были арестованы в сентябре 1940 года:
- Эдуар Даладье — премьер-министр Франции;
- Леон Блюм — премьер-министр Франции, лидер Народного фронта;
- Ги Ля Шамбр[фр.] — министр авиации;
- Робер Жакоме — генерал-инспектор армии;
- Морис Гамелен — главнокомандующий армией.

Обвинялся также Пьер Кот, но он бежал в США и не мог быть арестован. Риомский процесс начался 19 февраля 1942 года, и для придания большей легитимности на него было приглашено множество журналистов из разных стран. В ходе процесса обвиняемые, особенно Блюм и Даладье, успешно защищались и смогли предъявить обвинения против режима Виши и лично Петена, обернув тем самым процесс против них. Кроме того Германию не устраивало, что в процессе не рассматривалась «вина Франции в развязывании войны», поэтому Гитлер был одним из тех, кто требовал прекратить суд. 11 апреля 1942 года был принят закон, который приостановил процесс до неопределённого момента, но судебное разбирательство так и не было продолжено.
Обвиняемые не были отпущены, причём Петен одобрил пожизненное заключение для Блюма, Даладье и Гамелена, которые были позднее отправлены в Германию и освобождены весной 1945 года. Ля Шамбр и Жакоме должны были оставаться под стражей до продолжения процесса и находились во Франции до их освобождения летом 1944 года.

### Потеря власти
Германия всё ещё была недовольна слишком самостоятельной политикой, которую проводил Петен. Под давлением Германии и после угрозы полной оккупации страны, 18 апреля 1942 года было сформировано новое правительство. Лаваль занял должности премьер-министра, министра иностранных дел, министра внутренних дел и министра информации, многие посты в министерстве оказались заняты гораздо более активными коллаборационистами. У Петена осталась должность главы Французского государства, хотя власти у него стало гораздо меньше. Формально он всё ещё имел возможность сместить Лаваля, но в реальности было очевидно, что такое действие привело бы к немецкому вторжению.
В 2 часа ночи 8 ноября 1942 года американские войска высадились в Марокко и в Алжире — колониях Франции. Союзники знали о том, что некоторые сторонники Виши недовольны немецким господством и планировали добиться того, чтобы в Северной Африке войсками Виши командовал тот, кто мог бы перейти на сторону союзников. Наиболее подходящей кандидатурой они видели генерала Анри Жиро, но за полчаса до начала высадки генерал Альфонс Жюэн указал, что Жиро не имеет достаточного авторитета и предложил связаться с Дарланом, который в тот момент был в Алжире, где навещал заболевшего сына. В итоге Дарлан стал командующим и утром отправил Петену две телеграммы, в которых просил предоставить ему свободу действий. Хотя это был явный намёк на то, что Дарлан собирался полностью прекратить сопротивление, Петен согласился. Тем не менее, когда Петену передали письмо президента США Франклина Рузвельта, в котором последний предлагал ему сотрудничество, Петен отказался и ответил, что «Франция атакована и должна защищаться, и это его приказ».
Дарлан отдал приказ о прекращении огня в районе Алжира, а через некоторое время под угрозой ареста американцами приказал прекратить огонь во всей Северной Африке. Изначально Петен одобрил этот приказ, однако под давлением Лаваля принял обратное решение, после чего назначил Шарля Ногеса командующим войсками в Северной Африке вместо Дарлана, хотя и уведомил Дарлана о том, что такое решение было принято под давлением. Самому же Петену с начала высадки предлагали отправиться в Алжир и перейти на сторону союзников, но в разговорах с разными людьми он отказывался под различными предлогами. Одним из поводов было опасение, что его заменил бы Марсель Деа, который был готов втянуть Францию в войну с Великобританией и США. Однако считается, что основная причина отказа Петена состояла в том, что он чувствовал опасность для своей жизни, так как в Алжире было много противников режима. Его опасения подтвердились, когда через шесть недель Дарлан был убит в Алжире членом Сопротивления.
После высадки союзников Гитлер предлагал Франции вооружённую поддержку, однако правительство Виши под различными предлогами отказывалось. Это усиливало подозрения Гитлера относительно режима Виши, и 11 ноября началась операция «Антон», целью которой была полная оккупация Франции, прошедшая без какого-либо сопротивления. Логическим продолжением операции был захват демобилизованного флота в Тулоне, состоящего из более чем ста кораблей, однако командиры флота успели его затопить, и Оси не досталось ни одного корабля.
Активный коллаборационизм, авторитарные меры, оккупация и военные поражения Германии на восточном фронте значительно подорвали популярность режима, а следовательно, и самого Петена. После оккупации его роль, как и само правительство Виши, стала чисто символической, а его бывшие сторонники стали всё чаще уходить из органов власти или переходить на сторону Свободной Франции. Проблемой стало Сопротивление, для борьбы с которым 30 января 1943 года Эме-Жозеф Дарнан создал Французскую милицию. Ещё одним ударом для режима стало создание Французского комитета национального освобождения в 1943 году в Алжире под руководством де Голля. Комитет стал предшественником Временного правительства Франции, сформированного после окончания войны.
К середине 1943 года Петен осознал, что Германия наверняка проиграет войну. Он не планировал уступать лидерство де Голлю после освобождения Франции и стал искать пути примирения с союзниками. Для этого Петен решил принять новую конституцию Франции, над которой работали его сподвижники, её проект был готов уже 13 сентября. Предполагалось, в частности, ослабление антиеврейских законов, ликвидация трудовой повинности на немецких предприятиях и запрет коллаборационистских партий, а также смещение с поста Лаваля. Несмотря на то, что эти шаги явно разозлили бы Германию, Петен согласился на них. 26 октября он сказал Лавалю, что он должен уйти в отставку, но тот заручился поддержкой Германии и остался на своём посту. В результате проект конституции не был реализован, а 29 декабря Петен был вынужден отказаться от любых попыток смещения или назначения министров против воли Лаваля или немцев, о чём написал в письме Абецу. В начале 1944 года в правительство Виши было назначено ещё трое активных коллаборационистов: Филипп Анрио, Деа и Дарнан, и в целом, с этого времени роль режима Виши ограничилась борьбой с Сопротивлением и другими противниками режима.

### Освобождение Франции и окончание войны

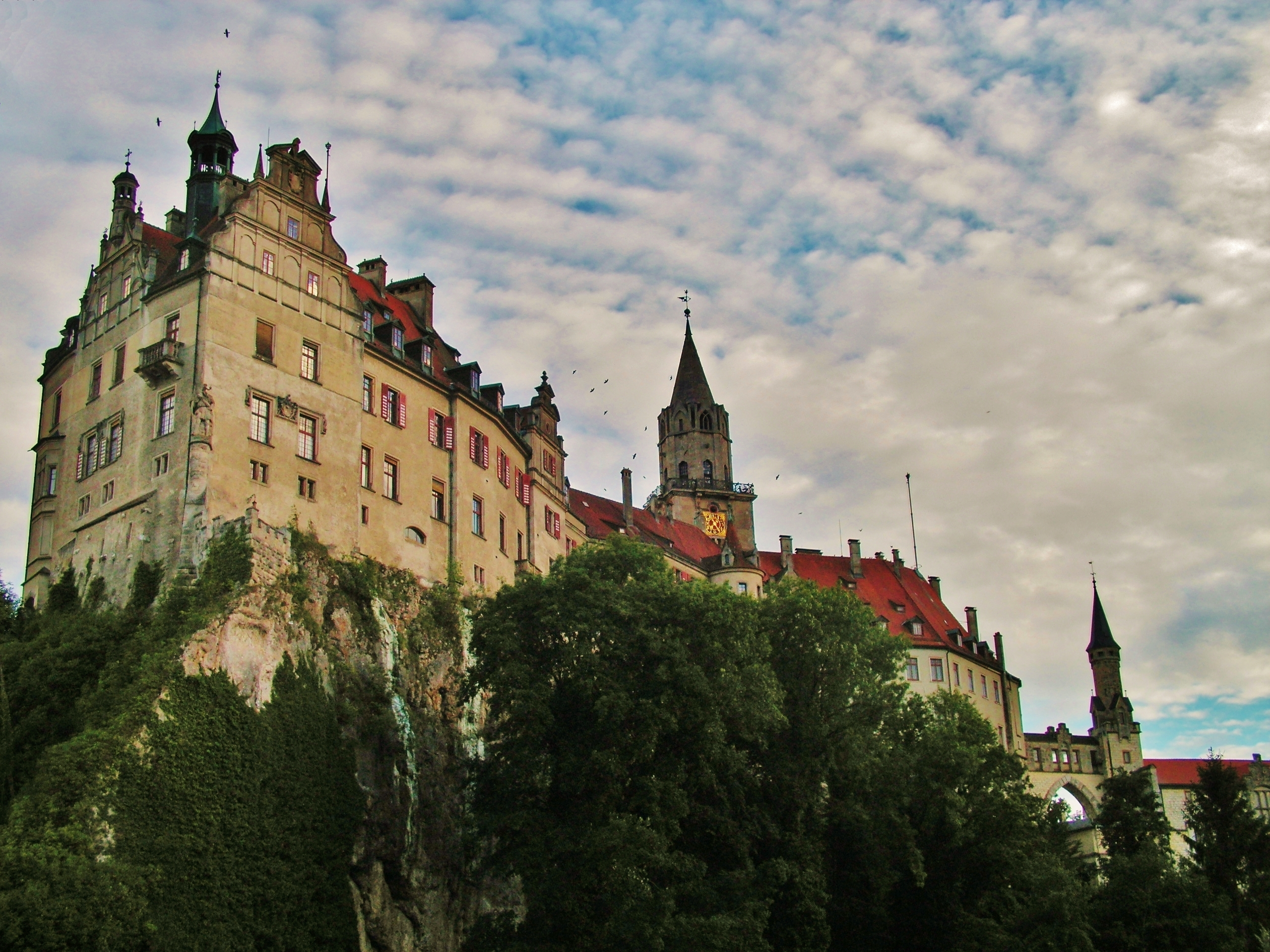
Замок Зигмаринген

6 июня 1944 года союзники высадились в Нормандии, 15 августа началась высадка в Провансе, а 24 августа был взят Париж. Перед этим, 20 августа, оккупационные власти взяли Петена и других членов правительства под арест и 8 сентября доставили в замок Зигмаринген. В августе, после освобождения Парижа, Петен отправил де Голлю предложение передачи власти мирным путём взамен на признание легитимности режима Виши, но де Голль не ответил, а посланника, Габриэля Офана, арестовал. К тому же в день освобождения Парижа, когда де Голлю предложили провозгласить республику, он ответил:
Республика никогда не прекращала существования. Ее последовательно воплощали «Свободная Франция», «Сражающаяся Франция», Комитет национального освобождения. Режим Виши был и остаётся ничтожным и недействительным.Шарль де Голль
В Зигмарингене Петен готовился к судебному процессу, который он считал неизбежным — Петен узнал, что Верховный суд планирует предъявить ему обвинение в государственной измене, хотя сам Петен был уверен, что всё это время действовал в интересах Франции. В Зигмарингене действовало правительство Виши в изгнании, но Петен отказывался принимать участие в его работе. В апреле 1945 года Петен попросил у Гитлера разрешения вернуться во Францию и не уклоняться от суда, но Гитлер не ответил. Тогда Петен обратился к де Голлю, который разрешил ему вернуться во Францию. Петен покинул Зигмаринген и 24 апреля добрался до Швейцарии, где он был задержан, 26 апреля передан новым властям Франции и доставлен ими в форт в окрестностях Парижа.

## Конец жизни

### Суд над Петеном

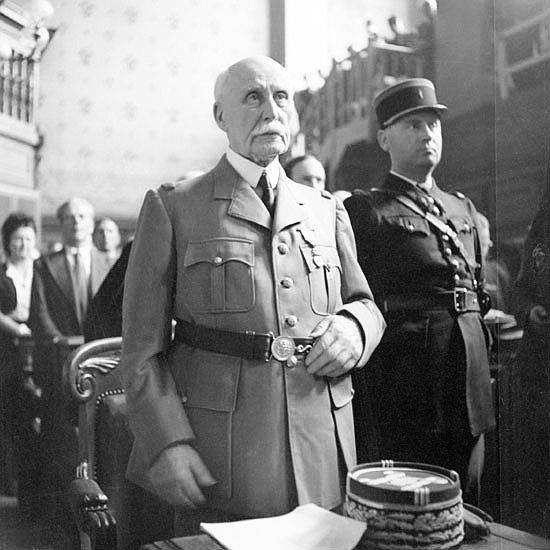
Петен в суде. 30 июля 1945

30 апреля 1945 года Верховный суд назначил комиссию по допросу Петена, и её председатель, Пьер Бушардон, в мае допрашивал маршала, причём допрос проходил в очень агрессивной форме. Кроме того, на допросе 8 мая не было адвоката, а Бушардон не сказал Петену, что тот имеет право не отвечать на вопросы в такой ситуации. В качестве адвоката Петен выбрал Фернана Пайена с ассистентом Жаком Изорни, который в защите пытался сослаться на старость маршала и запутанность его ответов и переложить вину на Лаваля. Вместе с ними работал старый друг Петена, Жан Лемер.
23 июля начался суд над Петеном. Судебная комиссия состояла из президента комиссии, двух профессиональных судей и 24 рядовых членов комиссии, которые выбирались из парламентариев, проголосовавших против наделения Петена высшими полномочиями в 1940 году, и из членов Сопротивления. Перед началом процесса Французский институт общественного мнения собрал информацию о том, считает ли народ необходимым наказание для маршала: 76 % сочли наказание необходимым, при этом 37 % выступали за смертную казнь. 15 % опрошенных были против наказания.
Обвинялся Петен в первую очередь в заключении перемирия с Германией в 1940 году и в присвоении верховной власти в том же году. Обвинений по поводу депортации евреев, отправки французов на работы в Германию и работы Французской милиции при этом не вменялось. Петен произнёс семиминутную речь, в которой убеждал, что перемирие спасло Францию и что благодаря миру союзники сохранили контроль над Средиземноморьем. При этом маршал не умалял заслуг де Голля: он называл себя «щитом Франции, который хотел избавить страну от самого плохого исхода», а де Голля — «мечом Франции, взявшим в свои руки борьбу за освобождение страны извне». Наконец, он заявлял, что суд в таком составе не вправе его судить и утверждал, что судить его должен весь французский народ:
Мне вручил власть французский народ, представленный Национальным собранием. Верховный суд в его нынешнем составе не представляет французского народа; и только к нему, к народу, обращается сейчас маршал Франции, глава государства… Я не буду отвечать ни на какие вопросы; и это единственное заявление, которое я желаю сделать.Филипп Петен
Больше маршал в суде не высказывался. Его адвокаты также утверждали, что в 1940 году казалось, что Великобритания обречена и что в любом случае необходимо заключать мирный договор с Германией, что Петен и сделал с минимальными жертвами для Франции.
В течение недели в качестве свидетелей поочерёдно выступали Рейно, Даладье, Лебрен и многие другие, особенно на ход процесса повлияло обвинительное выступление Блюма. После этого выступали другие свидетели, представленные защищающейся стороной. Среди них выделялись Вейган и Лаваль, но в целом аргументы сторонников Петена были признаны судом менее убедительными.
Приговор был вынесен 15 августа. 14 голосами «за» и 13 — «против» Петена признали виновным в государственной измене и приговорили к смертной казни, конфискации имущества и поражении в правах (фр. indignité nationale), но по причине преклонного возраста суд рекомендовал отказаться от казни. 17 августа приговор был смягчён: де Голль, на тот момент — глава временного правительства, подписал официальное помилование, и Петен приговаривался к пожизненному заключению. Он был исключён из Французской академии, но сохранил жезл и звание маршала Франции.

### Заключение и смерть

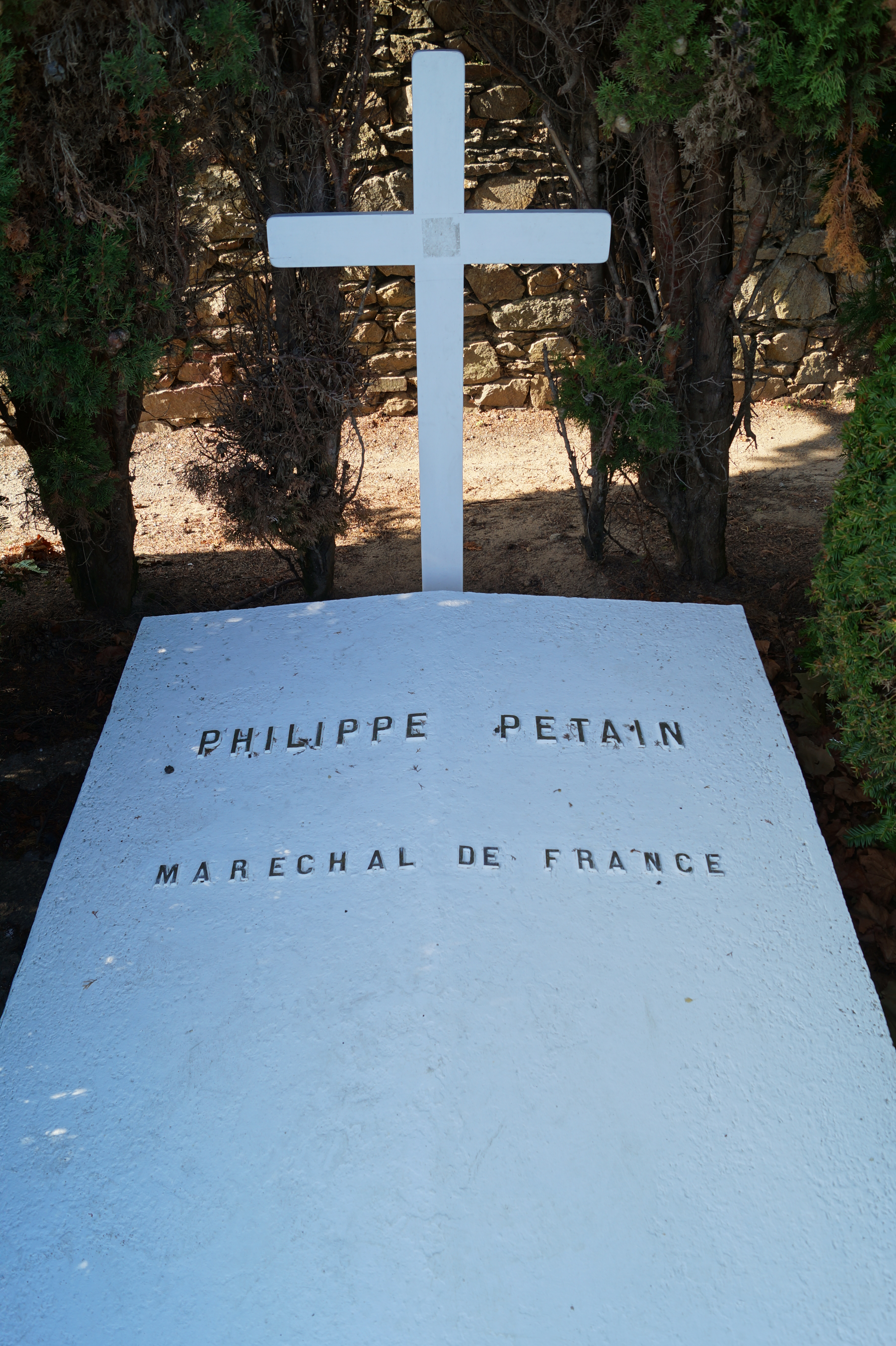
Могила Петена

Первоначально Петен был заключён в форт в Нижних Пиренеях, который использовался при режиме Виши как тюрьма, но 16 ноября 1945 года его перевезли в тюрьму на острове Йе. В 1949 году здоровье Петена, которому было уже 93 года, начало стремительно ухудшаться, и в правительстве Франции началось обсуждение возможного смягчения условий заключения. В конце концов, 29 июня 1951 года президент Венсан Ориоль подписал указ о переводе Петена в частный дом с охраной на том же острове, в Порт-Жуанвиле.
В этом доме за Петеном, уже страдавшим от старческой деменции, присматривал священнослужитель Жан Роден. Менее чем через месяц, 23 июля, Петен умер. Он был похоронен на том же острове в форме маршала Франции, несмотря на составленное в 1938 году завещание, в котором он просил похоронить его в Вердене, среди павших в Верденской битве.

## Личная жизнь
Петен пользовался популярностью у женщин. В 1900-е годы, когда Петену уже было больше 45 лет, он считался привлекательным мужчиной и выделялся светлыми волосами и голубыми глазами. По службе ему приходилось регулярно переезжать из города в город, что способствовало большому количеству непродолжительных отношений — возможно, он оставил одного или нескольких внебрачных детей, хотя прямых подтверждений тому не имеется.
Петен долгое время не был женат, так как до начала Первой мировой войны он считался неперспективным офицером без состояния. В 1898 году Петен познакомился с 21-летней Анни Ардон, позже влюбился в неё и в 1901 году предложил ей выйти за него замуж. Против их женитьбы выступил отец, нашедший дочери более выгодного жениха. Через 11 лет тот брак распался, а осенью 1914 года Анни вновь сошлась с Петеном, на тот момент уже генералом. У Петена в то время была любовница, и он первоначально отказал Анни в женитьбе, указав на то, что идёт война. В дальнейшем Петен расстался со своей любовницей и 14 сентября 1920 года заключил брак с Анни. Обвенчались они только 7 марта 1941 года, после того, как предыдущий брак Анни был аннулирован церковью.
У пары не было детей, хотя у Анни от предыдущего мужа остался сын по имени Пьер, которого Филипп не любил. Брак сохранился до самой смерти Филиппа. Когда Филипп оказался в заключении на острове Йе, Анни сняла комнату в единственном на острове отеле, откуда каждый день приходила на часовое свидание с мужем.

## Награды

### Французские
- Орден Почётного легиона[55]:
  - Кавалер Большого креста (24 августа 1917)[56];
  - Великий офицер (27 апреля 1916)[57];
  - Командор (10 мая 1915)[58];
  - Офицер (6 октября 1914)[59];
  - Кавалер (11 июля 1901)[60].
- Военная медаль (6 августа 1918)[61].
- Военный крест 1914—1918[62].
- Медаль Победы, Медаль «В память о войне 1914—1918», Колониальная медаль с пряжкой[англ.] «МАРОККО».

### Иностранные
- Орден Святого Георгия 4-й степени (Россия, 1916)[6].
- Орден Звезды Карагеоргия (Сербия, 1916)[63].
- Цепь ордена Карлоса III (Испания, 1919 год)[64].
- Орден Военных заслуг степени кавалера Большого креста (Испания, 1925 год)[65]. Вручён лично королём Альфонсо XIII на церемонии в Толедском алькасаре[66][67].
- Военная медаль (Испания, 1926 год)[68].
- Орден Белого орла (Польша, 1922)[69][70]
- Орден «Virtuti militari» (Польша, 1921 год)[71][72].
- Крест Храбрых (Польша, четырежды)[73][74].
- Крест Свободы I класса 1-й степени[эст.] (Эстония, 1925 год)[75].
- Орден Святых Михаила и Георгия степени почётного кавалера Большого креста (Великобритания, 1917 год)[76].
- Медаль «За выдающуюся службу» (США, 1918 год)[77][78].
- Медаль в честь полуторавекового юбилея битвы под Йорктауном (США, 1931 год)[79].

## Наследие и память
Роль и личность Петена в истории Франции до сих пор противоречива и вызывает споры, как среди политиков, так и в обществе. После окончания судебного процесса над ним во Франции были переименованы практически все улицы, проспекты и площади, названные в его честь, а в учебниках истории о нём не писалось. Тем не менее эта кампания не коснулась других стран: например, Гора Петена в Канаде, получившая своё название в 1919 году, сохраняла название до 2022, когда было решение об упразднении прежнего названия, но новое название принято не было (таким образом, в настоящее время она безымянна).
Со временем начались общественные дискуссии по поводу роли маршала в истории: в 1954 году инициатива за перезахоронение Петена на кладбище в Вердене, согласно его завещанию, собрала 70 тысяч подписей. Организации ветеранов и жертв войны также требовали реабилитации маршала, однако, эти инициативы не были реализованы.
В своих мемуарах, изданных в 1956 году, де Голль так отзывался о маршале:
Какой конец! Вот чем кончилась эта отвратительная серия капитуляций, приведшая к тому, что под предлогом «спасения имущества» было принято рабство. Как неизмерима глубина падения, если к подобной политике прибегает на склоне лет военачальник, некогда покрывший себя славой! И одновременно душу мне сжимает несказанная грусть. Господин маршал! Вы когда-то покрыли такой славой наше оружие, вы в свое время были моим начальником и служили мне примером — и к чему вы пришли?Шарль де Голль
С другой стороны, в 50-летнюю годовщину битвы при Вердене в 1966 году он же, будучи президентом, высказался о Петене более благосклонно:
Если, к несчастью, на исходе своей жизни, посреди бурных событий, бремя возраста подтолкнуло маршала к достойным осуждения ошибкам, то слава, которую он завоевал в битве при Вердене 50 лет назад, приведя французскую армию к победе, не может быть ни забыта, ни оспорена Родиной.Шарль де Голль
Кроме того, де Голль отказался переименовывать выпуск военной академии Сен-Сир 1942 года, носящий имя маршала, а 11 ноября 1968 года, в годовщину победы в Первой мировой войне, возложил венок на могилу Петена. В дальнейшем венки возлагались ежегодно, но в 1992 году эта практика была прекращена из-за протестов еврейской общины Франции.
В феврале 1973 года гроб Петена был украден представителями Ассоциации в защиту памяти Маршала Петена, требовавшей перезахоронить его в Вердене в соответствии с его завещанием, но через несколько дней гроб был найден полицией, возвращён на остров Йе и захоронен повторно. В дальнейшем могила Петена неоднократно осквернялась.
В 2004 году в Нью-Йорке были установлены мемориальные таблички, посвящённые проходившим там парадам с конфетти, один из которых проводился в 1931 году в честь Петена. В 2017 году шла дискуссия о необходимости убрать табличку, посвящённую маршалу, но в конечном итоге было решено этого не делать.
В 2005 году на северо-востоке Франции оставалось три деревни, в которых находились улицы, названные в честь маршала. К 2010 году все они были переименованы.
На данный момент большинство политиков во Франции не оправдывает режим Виши и роль Петена в нём. Лишь изредка встречается мнение, что правительство Народного фронта привело страну к катастрофе, а действия маршала были единственным выходом из ситуации: такой точки зрения придерживается, например, националист Жан-Мари Ле Пен. Действующий президент Франции Эмманюэль Макрон из центристской партии «Вперёд, Республика!» в 2018 году, по случаю 100-летней победы Франции в Первой мировой войне, заявил:
И маршал Петен тоже был во время Первой мировой войны великим воином. Вот так. Это реальность нашей страны. Политическая жизнь, как и человеческая натура, иногда более сложна, чем хотелось бы. Можно быть великим солдатом в Первую мировую войну и сделать гибельный выбор во Второй.Эмманюэль Макрон
Это высказывание вызвало дискуссию в обществе. Левые, в большинстве своём считающие недопустимым почитание Петена в принципе, не поддержали президента. Например, бывший президент из Социалистической партии, Франсуа Олланд так ответил Макрону:
Историю, даже если речь идёт о воинской славе, нельзя разбивать на этапы. Она признала безмерную и тяжкую вину маршала, который сознательно запятнал своё имя и честь предательством, сотрудничеством с врагом и депортацией тысяч французских евреев.Франсуа Олланд
Среди правых политиков нет единства во взглядах. Как в умеренно-правой партии «Республиканцев», так и в более радикальном «Национальном объединении» нашлись и поддержавшие Макрона, и осудившие его.